# Dalupiri (Nord-Samar)
Dalupiri ist der Name einer Insel in der Provinz Nord-Samar auf den Philippinen. Sie liegt etwa 12 km vor der Nordwestküste der Insel Samar, an Übergang von der Samar-See in die San-Bernardino-Straße. Die Insel hat eine Fläche von circa 27 km² und wird von der Stadtgemeinde San Antonio verwaltet.
Dalupiri hat eine langgestreckte elliptische Form mit Länge von 11 km und eine Breite von 4 km. Die Topographie der Insel wird von einer flachhügeligen Landschaft gekennzeichnet. Der Pflanzenwuchs der Insel besteht teilweise aus dichter, tropischer Vegetation, teilweise aber auch aus intensiv landwirtschaftlich genutzten Flächen.
Westlich liegen Capul in ca. 18 km und die Naranjo-Inseln in 30 km Entfernung von der Insel. Die Insel kann über den Hafen von San Isidro und  Victoria erreicht werden.